# Protosticta annulata
Protosticta annulata är en trollsländeart som först beskrevs av Selys 1886.  Protosticta annulata ingår i släktet Protosticta och familjen Platystictidae. Inga underarter finns listade i Catalogue of Life.